# Jan Ewangelista Nowicki
Jan Ewangelista Nowicki (* 25. Dezember 1894 in Kołomyja, heute Ukraine; † 14. August 1973 in Lubaczów, Polen) war ein polnischer Bischof und Apostolischer Administrator des Erzbistums Lemberg.
Nowicki wuchs in der Bukowina auf; sein Vater Emil Nowicki war ein Handwerker. In den Jahren 1915 bis 1919 studierte Nowicki an der Lemberger Universität Theologie studiert. Am 29. Mai 1919 empfing er die Priesterweihe, anschließend arbeitete Nowicki in einigen Pfarreien in Lemberg und in kleineren Ortschaften der Region. In den Jahren 1924 bis 1927 studierte er in Rom Kanonisches Recht und promovierte anschließend.
Kurz vor dem Zweiten Weltkrieg habilitierte Nowicki an der Theologischen Fakultät der Universität Warschau. Im Jahr 1950 wurde er zum Professor an der Katholischen Universität Lublin berufen. Dort wurde er im Jahr 1951 zum Rektor gewählt, doch die staatlichen Behörden verweigerten die Anerkennung dieser Wahl.
Am 23. März 1968 wurde Nowicki zum Titularbischof von Pupiana sowie zum Apostolischen Administrator des in Polen gelegenen Teils des Erzbistums Lemberg ernannt. Am 2. Juni 1968 spendete ihm der Erzbischof von Warschau Stefan Kardinal Wyszynski die Bischofsweihe, Mitkonsekratoren waren Ignacy Marcin Tokarczuk, Bischof von Przemyśl und Wincenty Urban, Weihbischof in Gnesen.
Nowicki war Autor zahlreicher Veröffentlichungen auf dem Gebiet des Kanonischen Rechts. Er starb an einem Herzinfarkt.